# الركود الاقتصادي في أستراليا مطلع تسعينيات القرن العشرين
شهد الركود الاقتصادي مطلع تسعينيات القرن العشرين فترة انكماش اقتصادي تركت أثرًا على كثير من بلدان العالم أواخر ثمانينيات القرن العشرين ومطلع تسعينياته. وعانى اقتصاد أستراليا أسوأ ركود له منذ الكساد الكبير.

## الخلفية
في أكتوبر من عام 1987، شهد ركود سوق الأسهم العالمية انهيار الأسواق في كافة أنحاء العالم. نشأت الأزمة حين رفعت اليابان وألمانيا الغربية أسعار الفائدة خالقةً ضغطًا على أسعار الفائدة الأمريكية للارتفاع، الأمر الذي أفضى إلى عمليات بيع مكثفة للأسهم الأمريكية. انخفضت أسعار الأسهم العالمية بمتوسط 25%، إلا أن أستراليا شهدت انخفاضًا بنسبة 40%. شهد 17 اقتصادًا من أصل 18 اقتصاد رئيسي في منظمة التعاون والتنمية ركودًا في أوائل التسعينيات من القرن العشرين.
في ثمانينيات القرن العشرين، خمّن رئيس وزراء سنغافورة لي كوان يو في تصريح شهير أن أستراليا باتت عرضة لخطر أن تتحول «الوايت تراش لآسيا» نظرًا إلى معدل البطالة المرتفع والضغوط التضخمية والدين الحكومي. في الوقت الذي أدلى فيه رئيس وزراء سنغافورة بالتصريح، كان بوب هوك رئيس وزراء أستراليا وذكر أن ذلك التصريح «لم يكن ينطوي على مبالغة». ما يزال اقتباس وايت تراش مستخدمًا حتى يومنا هذا.
في أستراليا، وصلت حكومة بوب هوك عن حزب العمال الأسترالي إلى السلطة في عام 1983. حولت حكومة هوك كيتينغ حزب العمال عن ولائه التقليدي إلى الحمائية الاقتصادية وتحركت لتحرير الصناعة المالية الأسترالية وإعادة هيكلة دور النقابات العمالية.
ذكر يان ماكفارلين، حاكم البنك الاحتياطي منذ عام 1996 حتى عام 2006، أن التجاوزات المالية في الثمانينيات من القرن العشرين كانت من الحجم الذي جعل ركود التسعينيات «أمرًا حتميًا»، واصفًا الاقتصاد الأسترالي في نهاية ثمانينيات القرن العشرين بأنه مرهق وعرضة لصدمة انكماشية. بات ضغط أسعار الفائدة المرتفعة على الشركات، التي كان العديد منها «غارقًا في الديون»، خانقًا.

الجدل مستمر حول أسباب شدة الركود الذي شهدته أستراليا في تسعينيات القرن العشرين وحول الدور الذي لعبته العوامل الدولية وسياسة الحكومة المحلية. في حديث أجراه عام 2006، قال الحاكم السابق للبنك الاحتياطي يان ماكفارلين: 

## استجابة حكومة هوك لانهيار سوق الأسهم
استجابة حكومة هوك العمالية في البداية للأزمة من خلال مطالبة لجنة التوفيق والتحكيم بتأجيل قضية الأجور الوطنية. انخفضت أسعار السلع الأساسية وشهد الدولار الأسترالي هبوطًا حادًا. قام البنك الاحتياطي بتدخل قيمته 2 مليار دولار بهدف أن يستقر الدولار عند 68 سنتًا إلا أنه انهار إلى 51 سنتًا. في ديسمبر 1987، قال كيتينغ إن الاقتصاد الأسترالي سيتغلب على العاصفة لأن حكومة هوك كانت قد وازنت مسبقًا ميزانيتها وخفضت التضخم.
أجّلت الحكومة تعديلات رئيسية في السياسة، وجهزت خطة لميزانية مصغرة لشهر مايو. كتب هوك إلى الرئيس الأمريكي رونالد ريغان يدعو الولايات المتحدة إلى خفض عجز ميزانيتها. دعا مجلس الأعمال إلى تخفيض الأجور وخفض الإنفاق الحكومي وخفض سعر الدولار وتحرير سوق العمل. بعد مرور سبعة أشهر على الازمة، أخبر هوك وزراء الولايات أنه «ينبغي تحرير مدخرات أستراليا» لتذهب إلى الاستثمار التجاري لتوسيع الصادرات، وقُطع التمويل عن الولايات. تواصل الإلغاء التدريجي للحماية الجمركية وخُفضت ضريبة الشركات بنسبة 10% إلى 39%. في الميزانية المصغرة لشهر مايو، خُفضت المدفوعات إلى الولايات بمقدار 870 مليون دولار وأُجلت التخفيضات الضريبية. وأعلنت الحكومة إتمام خفض التكاليف.
بدأ أسعار السلع بالارتفاع في عام 1986 مما ساعد الاقتصاد على تحقيق فائض صغير في عام 1987 بلغ 2.3 مليار دولار. مع تجاوز أسعار السلع لذروتها آنذاك، كانت الظروف الاقتصادية تمر بتدهور مع ارتفاع أسعار الفائدة وتزايد عجز الحساب الجاري وتراجع الطلب وزيادة الديون الخارجية وموجة انهيار للشركات. فضلًا عن ذلك، أدى انهيار اقتصادات الكتلة الشرقية إلى انخفاض أسعار الصوف والقمح، مما أفضى إلى تدمير قطاع الزراعة الأسترالية.

### «الركود الذي كان لا بد من أن تواجهه أستراليا»
خصص أمين الخزينة بول كيتينج فائضًا قياسيًا قدره 9.1 مليار دولار لعامي 1989 و1990، وفاز حزب العمال في انتخابات عام 1990، بمساعدة من دعاة حماية البيئة. من أجل كسب أصوات الخضر، وضع وزير البيئة غراهام ريتشاردسون قيودًا على التعدين (ولا سيما تعدين اليورانيوم) وقطع الأشجار مما ترك أثرًا ضارًا على البطالة التي كانت آخذة مسبقًا بالتزايد.
كتب ديفيد بارنيت في عام 1997 أن السياسة المالية العمالية في هذا الوقت كانت من جهة «تهزم نفسها، إذ كانت تفرض ضغطًا نقديًا، في حين كانت من الجهة الأخرى تشجع الإنفاق مع زيادة الأجور والتخفضيات الضريبية».

بحلول يوليو من عام 1990، كانت أستراليا قد دخلت في ركود حاد. في البداية أصر أمين الخزينة أن أستراليا ستواجه «هبوطًا هادئًا»، إلا أنه بعد تلقيه حسابات ربع سبتمبر التي أشارت إلى انكماش كبير تبلغ نسبته 1.6%، تبنّى إستراتيجية سياسية مختلفة، وبدلًا من ذلك قال إن التراجع كان تصحيحًا ضروريًا بافتتاحه مؤتمرًا صحفيًا في نوفمبر بما يلي: 
أول ما ينبغي قوله هو أن الحسابات تشير فعلًا إلى أن أستراليا تعيش حالة ركودٍ. الأمر الأشد أهمية في ذلك هو أن هذا الركود كان لا بد من أن تواجهه أستراليا- أمين الخزينة بول كيتينغ، نوفمبر 1990.
استمرت هذه الملاحظة في إثارة الجدل حول مدى مسؤولية كيتينغ عن عمق الركود. قال الحاكم السابق للبنك الاحتياطي يان ماكفارلين إن صانعي السياسة لم «يلجأو إلى الركود بهدف التقليل من التضخم. بل إن التضخم حدث بسبب تصفية تجاوزات الثمانينيات من القرن العشرين والركود العالمي في أوائل التسعينيات وارتفاع أسعار الفائدة». استُخدمت معدلات الفائدة المرتفعة لإبطاء طفرة أسعار الأصول في الفترة منذ عام 1988 حتى عام 1989. اتفق أمين الخزينة كيتينغ والبنك الاحتياطي والخزينة نفسها على الحاجة عمومًا إلى أسعار فائدة مرتفعة في عام 1989 ووتيرة تخفضيها.
تدهورت شعبية رئاسة وزراء هوك وصحة شراكة هوك-كيتينغ السياسية جنبًا إلى جنب مع الاقتصاد الأسترالي، وبدأ كيتينغ بوضع نفسه في مواجهة تحد. وعدت الحكومة بانتعاش اقتصادي لعام 1991 وأطلقت سلسلة من مبيعات الأصول لزيادة الإيرادات. شهد الناتج المحلي الإجمالي انخفاضًا وارتفعت معدلات البطالة وانهارت الإيرادات وارتفعت مدفوعات الرعاية الاجتماعية.

وفقًا للحاكم السابق للبنك الاحتياطي يان ماكفارلين: 
بدأ الركود في ربع سبتمبرعام 1990 واستمر حتى ربع سبتمبر 1991. خلال فترة الركود، انخفض الناتج المحلي الإجمالي بنسبة 1.7%، وانخفض التوظيف بنسبة 3.4% وارتفع معدل البطالة إلى 10.8%. مثل جميع فترات الركود، كانت تلك فترة اضطراب وضيق اقتصادي. كان الأمر عميقًا في فيكتوريا بشكل خاص، حيث حدث فشل مالي غير متناسب. انخفض التوظيف في فيكتوريا بنسبة 8.5% مقارنة بانخفاض قدره 2.1% في باقي أستراليا.  
يان ماكفارلين، الحاكم السابق لبنك أستراليا الاحتياطي، متحدثًا في عام 2006.